# 梅本 (密西西比州)
梅本（英語：Maben）是位於美國密西西比州奧克蒂比哈縣及韋伯斯特縣的城鎮。

## 人口
根據2020年美國人口普查的數據，梅本的面積為5.05平方千米，當中陸地面積為5.03平方千米，而水域面積為0.02平方千米。當地共有人口771人，而人口密度為每平方千米153人。